# Farida (królowa)
Królowa Farida (arab. الملكة فريدة), właśc. Safinaz Hanim Zulfikar (ur. 5 września 1921 w Aleksandrii; zm. 16 października 1988 w Kairze) – królowa Egiptu jako żona króla Egiptu Faruka I.
Ślub pary odbył się 20 stycznia 1938 roku w Kairze. Para miała trzy córki:
- Firjal (1938–2009)
- Fauzijja (1940–2005)
- Fadija (1943–2002)

Król Faruk i królowa Farida rozwiedli się 19 listopada 1948 roku.

## Odznaczenia
- Order Doskonałości z brylantami (Egipt)
- Order Dobroczynności I kl. (Grecja)
- Order św. Sawy I kl. (Jugosławia)